# Forestville
Forestville é um subúrbio do norte de Sydney, no estado de Nova Gales do Sul, Austrália. Forestville está 12 quilômetros a nordeste da Centro financeiro do distrito de Sydney na área do governo local do Conselho de Praias do Norte. Forestville faz parte da região Praias do Norte e também considerada parte do Distrito Florestal, conhecida coloquialmente como "The Forest".

## Localização
A localização de Forestville está em uma junção entre North Shore e Northern Beachs de Sydney e muitas vezes é considerado parte de ambos, com Middle Harbor formando o limite desta distinção.
O subúrbio é ligado ao leste e ao oeste pelos bosques do Parque Nacional Garigal e ao sul por Middle Harbor.
Flora e fauna prosperam no Parque Nacional Garigal e no Parque Nacional Davidson nas proximidades, com a área, juntamente com Frenchs Forest, Belrose e Terrey Hills, recebendo algumas das maiores chuvas em Sydney.

## História
Forestville significa vila na floresta. Esta área era originalmente floresta arborizada espessa até que James French se estabelecesse aqui e começou a derrubar madeira em 1856 e eventualmente, construiu um pequeno cais Bantry Bay para enviar madeira para Sydney. O francês mais tarde adquiriu mais terras no subúrbio adjacente que tem seu nome, Frenchs Forest. A área foi usada para os chamados "assentamento de soldado" fazendas após a Segunda Guerra Mundial com o sucesso muito misturado. Grande parte da terra, particularmente em direção a Killarney Heights, era totalmente inadequada para qualquer tipo de agricultura e foi desenvolvida como habitação no início da década de 1960.
Assentamento Floresta do Francês a Agência dos Correios inaugurado em 1920 e foi renomeada Forestville em 1947.

## Áreas comerciais
Forestville Village Shops - ou The Centre - é o principal centro comercial do subúrbio localizado nas ruas Darley e Starkey com um Coles supermercado e uma variedade de lojas especializadas, serviços e opções de comida.
Algumas lojas estão localizadas ao longo da rua Arthur, incluindo um café.
Forestville é também o lar do escritório e centro de atendimento do NSW Wildlife Information and Rescue Service] (WIRES). Cook Street também é o lar de muitas lojas DIY, como uma Mitre 10 (também conhecida pelo nome original "Eatons") e vários centros de serviços de automóveis e outras indústrias.

## Habitação
Pontilhada com muitos parques e reservas e quase completamente cercada por bonitos bosques com muita flora e fauna nativas, Forestville é uma área de habitação de baixa densidade, que consiste na maioria das residências familiares com quintais de tamanho médio. O estilo de habitação é misto.
Infelizmente, muitas das Casas de Soldados de madeira que foram construídas originalmente na década de 1950 e início da década de 1960 foram gradualmente substituídas por grandes casas de projetos e vilas menores de vila de casas. No entanto, há uma tendência crescente para a renovação e preservação das casas de campo originais ou a construção de casas projetadas por arquiteto que se assemelham bem no cenário de mata nativa. É essa abordagem orgânica do desenvolvimento da habitação pelo conselho de Warringah e a comunidade mais ampla de Forestville que permitiu que Forestville e os bairros vizinhos, como Killarney Heights e Frenchs Forest, crescessem e se expandissem ainda mantendo sua identidade e seu caráter local exclusivos.

## Escolas
Existem três escolas primárias em Forestville, Nossa Senhora do Bom Conselho, Forestville Montessori School e Escola Pública Forestville. A escola secundária mais próxima é Killarney Heights High School e outras escolas secundárias nas proximidades são The Forest High School em Frenchs Forest e Davidson High School em Frenchs Forest. Existe também a Escola Aspect Vern Barnett para crianças com transtorno do espectro autista.

## Igrejas
Há várias igrejas em Forestville:
- Igreja Anglicana de São David
- Cityview Church
- Forestville Uniting Church
- Igreja Nossa Senhora dos Bons-Conselheiros
- Rest Church

## Esporte e recreação
Instalações esportivas em Forestville incluem campos esportivos, campos de tênis e netball, que equipes locais, como Forest Killarney Soccer Club, Forest Netball Club, Forest Rugby Club e o Forestville Ferrets Junior Rugby League Football Club chama de casa. Existe uma Liga de Returned Services League Centro (RSL) nas proximidades chamado The Forest Club.

## População
No Censo de 2011, havia 7.835 residentes em Forestville. A idade média de 41 foi superior à média nacional de 37, e 20,8% da população tinha 65 anos e mais. As ancestrais mais comuns em Forestville foram ingleses 26,9%, Austrália 22,8% e Irlandês 7,9%.

## Política
Após uma redistribuição em dezembro de 2009, os moradores de Forestville podem ser alocados para um dos dois eleitorados Federal. Esta poderia ser a Divisão de Warringah ou a Divisão de Mackellar, sendo que ambos são seguros assentos do Partido Liberal. Forestville é o lar do deputado federal para Warringah e ex-primeiro ministro Tony Abbott.